# Fortin de Kerdonis
Le fortin de Kerdonis est un ensemble de fortifications du XIXe siècle situé à la pointe de Kerdonis sur la commune de Locmaria constituant un élément de défense de Belle-Île-en-Mer dans le Morbihan. 
En 1961, il est acquis par un propriétaire privé et reste fermé au public.

## Description
Position de batterie, le site conserve un corps de garde crénelé modèle 1846 édifiée en 1858, enfoncé dans le relief de la pointe de Kerdonis en retrait de la mer et protégé par des rochers.   

## Histoire
Le site comprenait une batterie au XVIIIe siècle et un réseau de tranchées. Il a été bombardé par les navires anglais en 1761, lors de la prise de Belle-Île-en-Mer et à nouveau le 7 juin 1795, lors de la bataille de Groix. Une nouvelle position, avec corps de garde, est aménagée en 1858 ; elle disposait de 4 canons et était tenue par 20 hommes.  
En 1961, il est acquis par un propriétaire privé et reste fermé au public.  

## Classement
Le fortin de Kerdonis fait l’objet d’une inscription au titre des monuments historiques depuis le 30 octobre 2000.

## Photographies

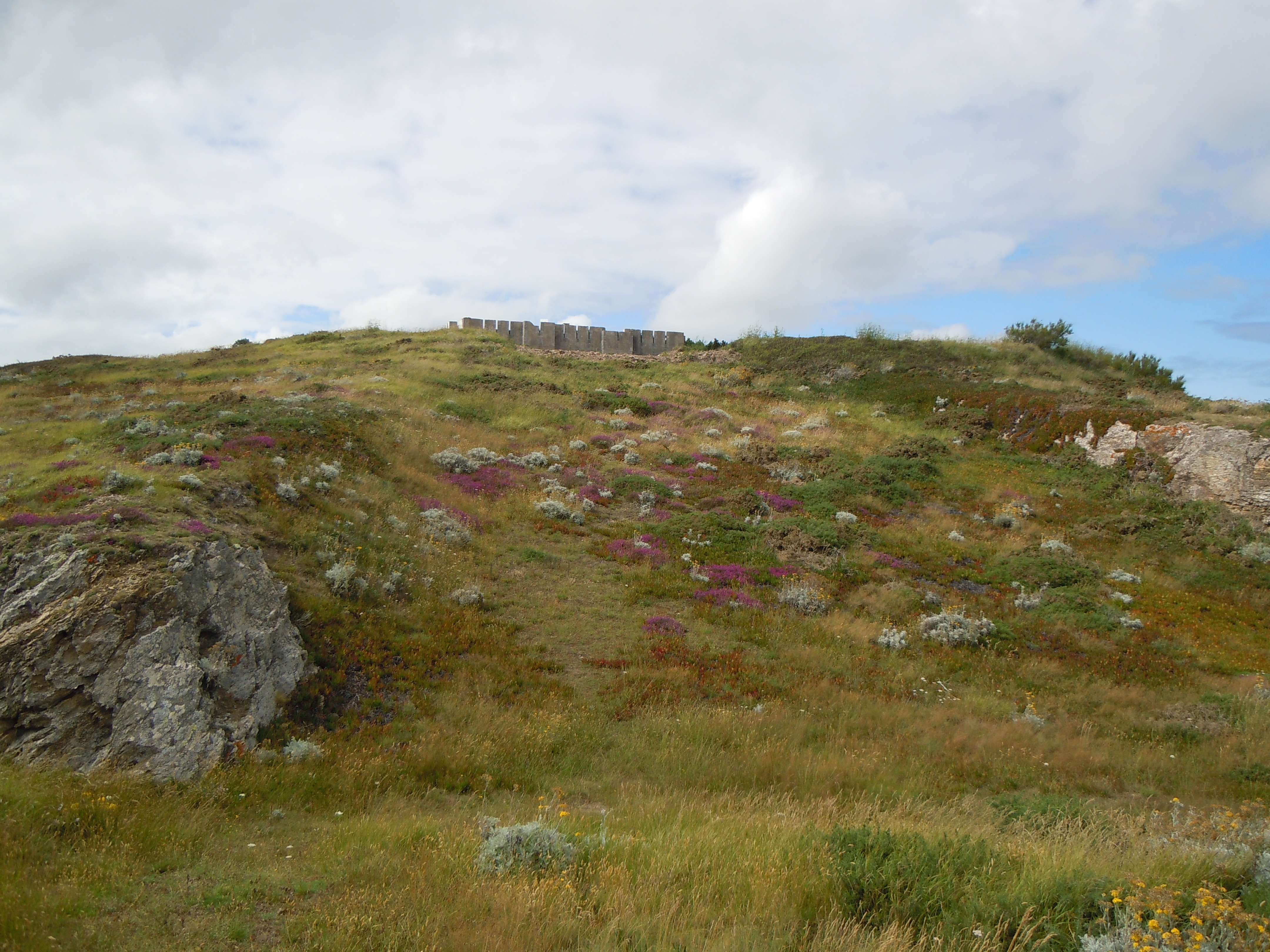
Vue du site depuis le côté mer.